# 센스8
《센스8》(영어: Sense8)은 미국의 SF 드라마이다. 2015년 6월 5일 넷플릭스에서 시즌 1 전 12회분이 공개했으며 2017년 5월 5일에 시즌 2 전 11회분을 공개했다. 워쇼스키 자매와 J. 마이클 스트러진스키가 각본을 썼으며, 《클라우드 아틀라스》의 톰 티크베어를 위시한 워쇼스키 사단이 제작을 주도하였다.
한국 주연배우로는 배두나가 출연한다.

## 줄거리
《센스8》의 이야기는 전 세계 각지에서 온 여덟 명의 낯선 이들이 영매적 연결을 가지게 되면서 시작된다. 이들은 "휘스퍼스"라는 남자에게 붙잡히는 것을 피하기 위해 스스로 목숨을 끊은 안젤리카라는 여성에 의해 "탄생"한다. 여덟 명은 자신들이 "센세이트" 무리를 이룬다는 것을 발견한다. 센세이트는 정신적, 감정적으로 연결된 인간으로, 서로를 감지하고 소통하며 지식, 언어, 기술을 공유할 수 있다.
첫 번째 시즌에서는 카피우스, 선, 노미, 칼라, 라일리, 볼프강, 리토, 윌 등 여덟 명이 일상생활을 하면서 자신들이 어떻게, 왜 연결되었는지 알아내려고 노력하는 모습이 그려진다. 한편, 안젤리카와 관련이 있었던 조나스라는 센세이트가 이들을 돕고, 사악한 생물 보존 기구(BPO)와 BPO 내부의 고위 센세이트인 휘스퍼스는 이들을 추적하려고 한다.
두 번째 시즌에서는 여덟 명이 연결에 익숙해져 매일 서로를 돕는다. 그들은 센세이트에 대해 더 많이 배우고, 자신의 능력을 사용하는 법(그리고 일시적으로 중단하는 법)뿐만 아니라 BPO의 역사와 목표, 그리고 안젤리카가 BPO와 어떻게 관련되어 있는지 배운다. 그들은 또한 다른 센세이트들을 만나는데, 모두가 친절한 것은 아니다. 동시에 조나스는 휘스퍼스에게 붙잡힌 후에도 그들을 돕고 자신을 돌보려고 노력하며, 이제 휘스퍼스는 윌과 서로를 속이려고 하는 고양이와 쥐 게임에 휘말린다.
시리즈 피날레에서는 클러스터와 그들의 가장 가까운 사람들이 볼프강을 구하기 위해 직접 만난다. 볼프강은 BPO에 붙잡혀 있었다. 이를 위해 클러스터는 휘스퍼스와 조나스를 납치하여 각각 협상 카드와 정보원으로 활용한다. 영웅들은 두 남자와 안젤리카의 개인적인 동기를 발견하고, 잠재적인 동맹(센세이트와 일반 인간 모두)을 만나며, 센세이트와 그들의 동맹에 대한 전 세계적인 공격을 시작한 BPO 의장을 상대한다.

## 등장인물
- 어믈 아민 : 카페우스 밴 담 오냥고 역
- 배두나 : 박선 역
- 제이미 클레이턴 : 노미 마크스 역
- 이기찬 : 박중기 역
- 티나 데사이 : 칼라 단데카르 역
- 터펜스 미들턴 : 라일리 블루 역
- 막스 리멜트 : 볼프강 보드가노프 역
- 미겔 앙헬 실베스트레 : 리토 로드리게스 역
- 브라이언 J. 스미스 : 윌 고르스키 역
- 프리마 아기에먼 : 아마니타 카플란 역
- 아누팜 커
- 테런스 맨 : 미스터 위스퍼스 역
- 나빈 앤드루스 : 조나스 말리키 역
- 대릴 해나 : 안젤리카 튜링 역
- 윤여정 : 민정 역
- 손석구 : 문 형사 역 - 시즌 2 출연
- 마동석 : 기도 역